# NGC 3201
NGC 3201 (другие обозначения — GCL 15, ESO 263-SC26) — шаровое скопление в созвездии Паруса. Расстояние до него составляет около 17 тысяч световых лет. В скоплении была обнаружена чёрная дыра.
Этот объект входит в число перечисленных в оригинальной редакции «Нового общего каталога».

## Характеристики
Шаровое звёздное скопление NGC 3201 было открыто английским астрономом Джеймсом Данлопом в 1826 году и перечислена в его каталоге 1827 года. Он описал его как «довольно большую и довольно яркую круглую туманность, 4′ или 5′ в диаметре, плавно концентрирующуюся к центру, легко разрешается на звезды; форма её довольно неправильна, и звезды значительно рассеяны на юге».
Это одно из самых древних скоплений нашей Галактики: его возраст составляет около 12 млрд лет. Шаровые скопления встречаются во многих крупных галактиках, однако их происхождение и роль в формировании галактических систем до сих пор остаются неясными. Среди более чем 150 известных шаровых скоплений Млечного Пути NGC 3201 отличается некоторыми особенностями. Концентрация звёзд в центре скопления одна из самых низких (в сравнении с другими созвездиями). Скопление движется с большей скоростью, чем другие объекты Галактики. Лучевая скорость этой группы звёзд необычно высока на уровне 490 км/с, больше, чем у какой-либо другого известного шарового скопления. Это соответствует пекулярной скорости 240 км/с. Это очень высокая скорость, но меньше, чем вторая космическая для нашей галактики. К тому же, оно имеет ретроградную орбиту, то есть обращается вокруг центра Галактики в другом направлении, нежели все остальные звёзды, скопления и туманности. Всё это означает, что оно быстро движется в направлении к галактическому центру. Необычное поведение NGC 3201 может говорить о его внегалактическом происхождении. Возможно, в далёкие времена данное скопление было захвачено силой тяготения Млечного Пути. Однако химический состав его звёзд имеет большое сходство с составом звёзд других шаровых скоплений. Это может говорить об общих времени и месте их возникновения. Имеет ли внегалактическое происхождение NGC 3201 или нет, астрономам предстоит ещё выяснить.
Скопление расположено на расстоянии 16 300 световых лет от Солнца и имеет массу приблизительно 254 000 масс Солнца. Звездное население неоднородно, меняясь в зависимости от расстояния от ядра. Эффективная температура звезд показывает увеличение с большим расстоянием от центра скопления, причём более красные и более холодные звезды стремятся быть расположенными ближе к центру. По состоянию на 2010, это одно из двух скоплений (включая M 4), которое показывает определённую неоднородность распределения звёзд.
В 2018 году астрономы, работающие на Очень Большом Телескопе (VLT), который расположен в чилийской пустыне Атакама, обнаружили звезду с необычным поведением. Выяснилось, что звезда с периодом в 167 дней обращается вокруг чёрной дыры, которая имеет массу, равную 4,36 масс Солнца. Масса самой звезды составляет около 80 % солнечной массы.

## Галерея

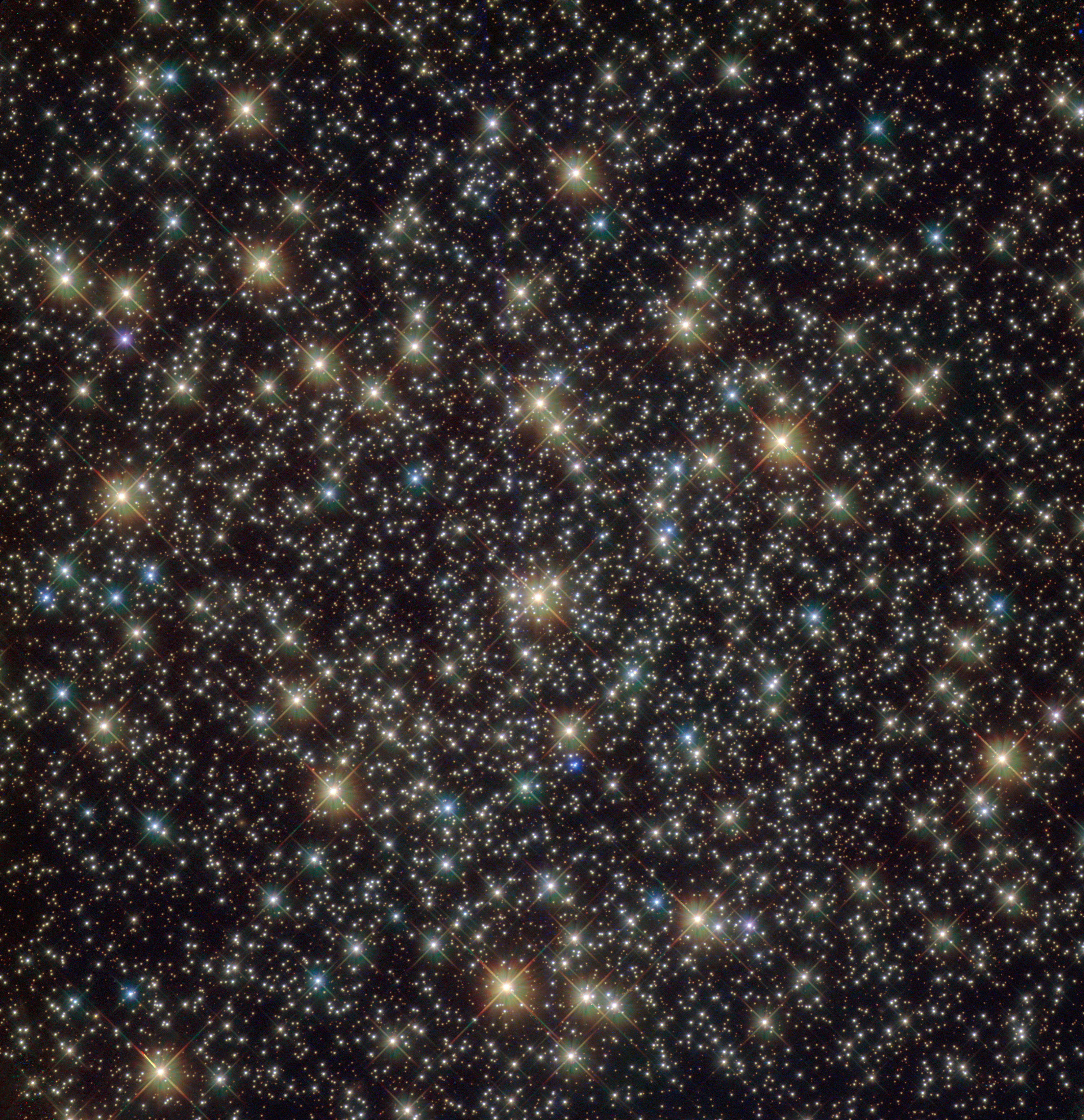
Астрономы обнаружили чёрную дыру в сердце NGC 3201[13].
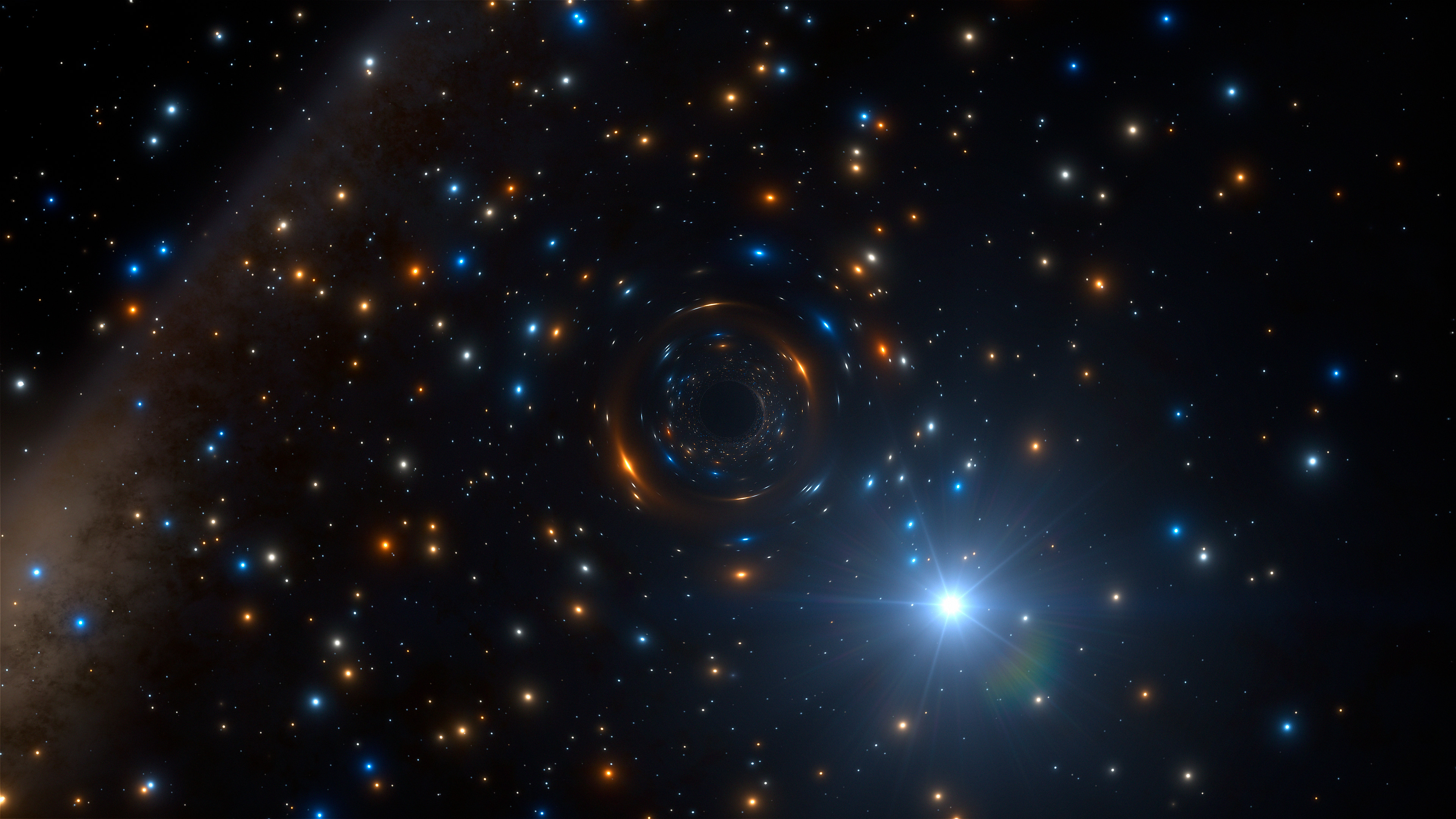
Изображение двойной звёздной системы в NGC 3201 с чёрной дырой в составе глазами художника[14].
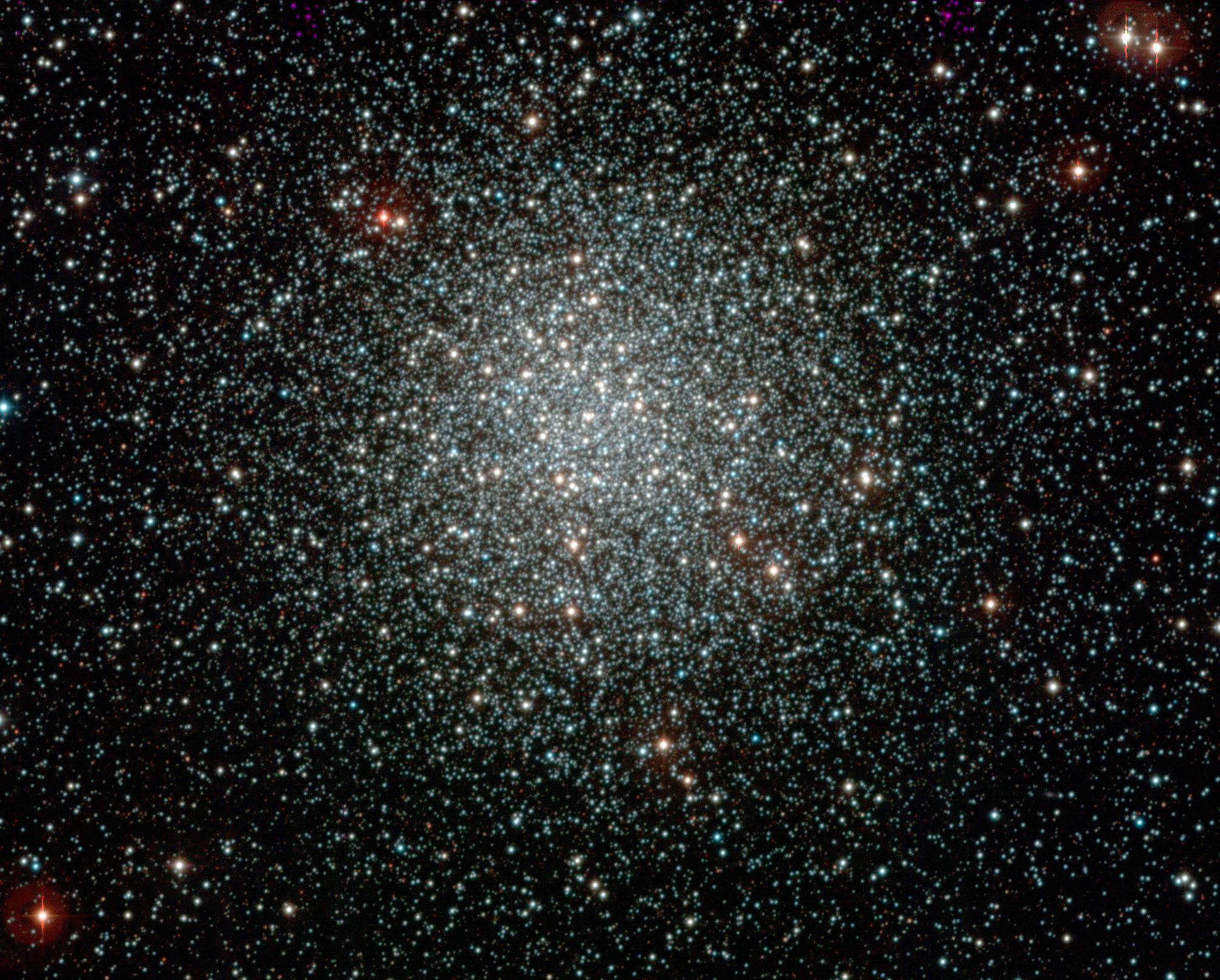
Цветное сложное изображение NGC 3201, полученного с инструментом WFI на телескопе на 2.2 м ESO/MPG в La Silla Observatory